# Epeiromulona biloba
Epeiromulona biloba är en fjärilsart som beskrevs av William D. Field 1952. Epeiromulona biloba ingår i släktet Epeiromulona och familjen björnspinnare. Inga underarter finns listade i Catalogue of Life.